# Kanalpromenade 20

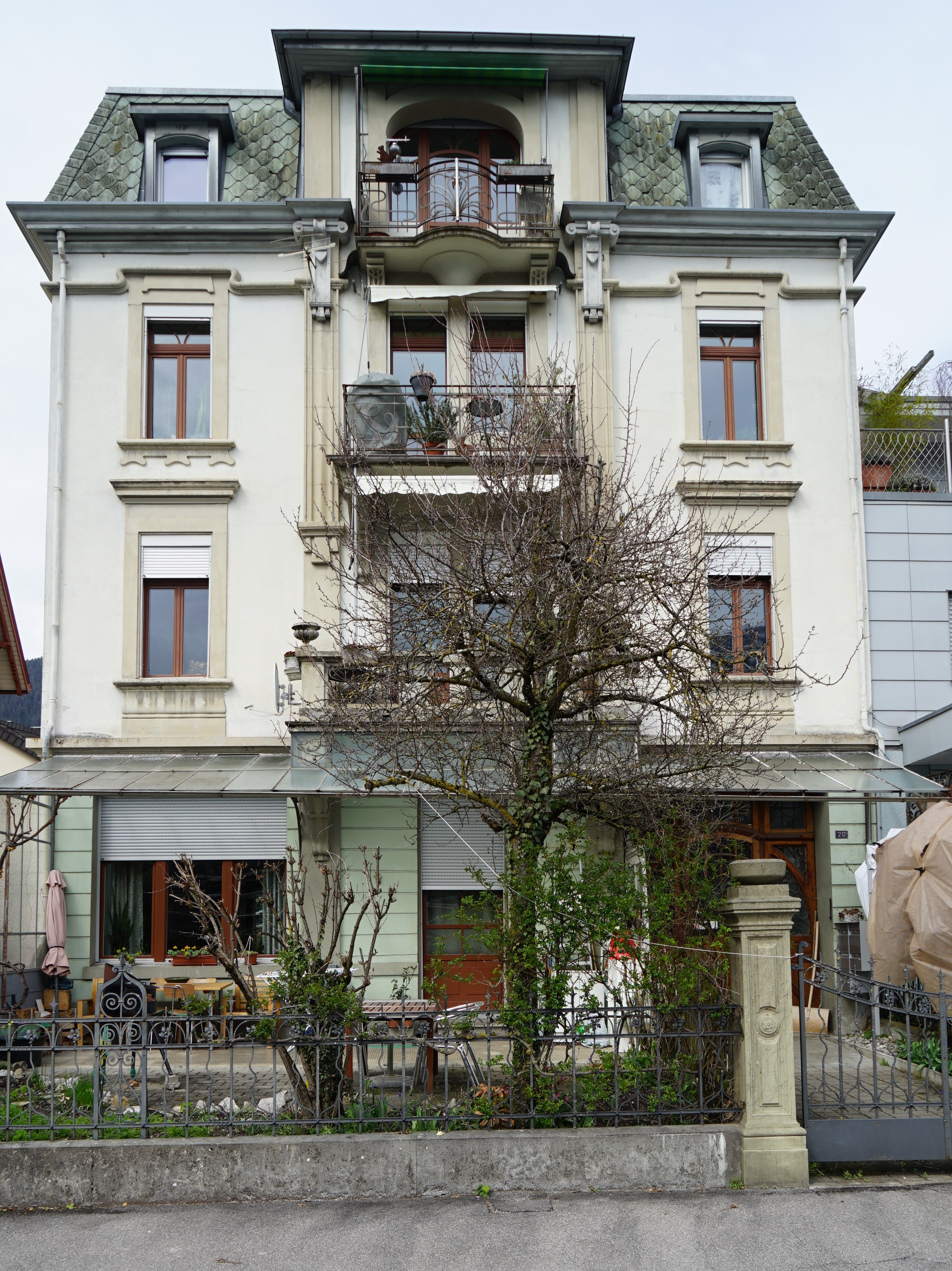
Strassenfassade, 2023

Das Gebäude Kanalpromenade 20 in Interlaken im Schweizer Kanton Bern ist ein denkmalgeschütztes Etagenwohnhaus aus dem Jahr 1904.

## Lage
Das Gebäude gehört zur Baugruppe «A (Interlaken, Kanalpromenade)» und liegt nordwestlich der Wendestelle des Schifffahrtskanals an der Kanalpromenade mit der Nummer 20. Die Aare verläuft etwa 30 Meter hinter dem Haus. Zur ebenfalls denkmalgeschützten, «reichen Gebäudekulisse» des Hafenbeckens gehört die benachbarte Villa (Nummer 24) mit einem Jugendstilzaun und das Kraftwerk am Anfang der Promenade. Rechtsseitig schliesst sich ein modernes Gebäude an.

## Beschreibung
Das dreigeschossige Etagenwohnhaus wurde 1904 mit französisch beeinflussten Formen des Historismus erbaut. Es ist ein kubisch wirkender Massivbau mit «straff achsiertem Aufriss». Der viergeschossige Scheinrisalit durchstösst die mehrfach profilierte Traufe des Mansarddachs. Er wird von Pilastern gefasst und prägt wie der «hervorragende» Zementguss- und Putzdekor die Fassade mit in «eigenwilliger» Formensprache. Knetmassenartig geformte Gesimse schneiden scharfkantige Wandvorlagen. Die Balkone unterscheiden sich stockwerkweise. Wie die feingliedrige und dreiteilige Haustür zeigen sie filigrane Jugendstilgitter. Das «malerische» Glasvordach und die Einfriedung des kleinen Vorgartens sind original erhalten. Ebenfalls intakt sind der Hausgang mit bunten Bodenfliesen, die verglasten Wohnungstüren und das Treppenhaus intakt. Das volumetrisch und «farblich markante» Haus gilt als ein «qualitätvolles» und «typisches Beispiel» für Baumeisterarchitektur.
Im «Bauinventar» der Denkmalpflege des Kantons Bern wurde das Bauwerk 2000 als «schützenswert» aufgenommen, nachdem es durch den Regierungsratsbeschluss vom 19. März 1997 unter Schutz gestellt wurde. Kulturgüter-Objekte der «Kategorie C» wurden (mit Stand Mai 2024) noch nicht veröffentlicht.

## Belege
1. 1 2 3  Denkmalpflege des Kantons Bern: Kanalpromenade 20, 3800 Interlaken. In: Bauinventar online; abgerufen am 2. Juni 2024.

Koordinaten: 46° 40′ 53,9″ N, 7° 50′ 57″ O; CH1903: 631409 / 170127